# Declana glacialis
Declana glacialis là một loài bướm đêm trong họ Geometridae.